# غاري جونسون (لاعب كرة قاعدة)
غاري جونسون (بالإنجليزية: Gary Johnson)‏ هو لاعب كرة قاعدة أمريكي، ولد في 29 أكتوبر 1975 في بالو ألتو في الولايات المتحدة.

## وصلات خارجية
- غاري جونسون على موقعبيزبول رفرنس.كوم (الدوري الرئيسي) (الإنجليزية)